# Salmon (U-Boot, 1935)
HMS Salmon (Kennung: N65) war ein U-Boot der britischen Royal Navy im Zweiten Weltkrieg.

## Geschichte
(Siehe auch: Geschichte der Shark-Klasse und detaillierte Geschichte der S-Klasse)
Die Salmon (engl.: Lachs) war ein Boot des zweiten Bauloses der erfolgreichen S-Klasse. Dieses Baulos wird auch als Shark-Klasse bezeichnet. Sie wurde am 15. Juni 1933 bei Cammell, Laird & Company in Birkenhead auf Kiel gelegt, lief am 30. April 1934 vom Stapel und wurde von der Royal Navy am 8. März 1935 in Dienst gestellt.
Nach dem Ausbruch des Zweiten Weltkrieges am 1. September 1939 wurde das U-Boot in der Nordsee eingesetzt.
Am 4. Dezember 1939 torpedierte und versenkte die Salmon das deutsche U-Boot U 36 südwestlich von Kristiansand auf der Position 57° 0′ N, 2° 47′ O.
Am 12. Dezember 1939 entdeckte die Salmon in der Nordsee bei Position 57° 2′ N, 5° 52′ O das deutsche Handelsschiff Bremen und tauchte auf, um es nach Prisenrecht zu kontrollieren. Das britische U-Boot musste aber sein Vorhaben abbrechen und alarmtauchen, als ein deutsches Do-18-Flugboot über dem Gebiet erschien.
Einen Tag später klärte die Salmon in der zentralen Nordsee bei Position 56° 47′ N, 4° 0′ O eine deutsche Einsatzgruppe auf. Der Verband bestand aus den Leichten Kreuzern Köln, Leipzig und Nürnberg. Die Kreuzer gaben den fünf Zerstörern Z 4 Richard Beitzen, Z 8 Bruno Heinemann, Z 14 Friedrich Ihn, Z 15 Erich Steinbrinck und Z 19 Hermann Künne Geleitschutz auf dem Heimweg, nachdem diese vor Newcastle Seeminen gelegt hatten. Der Kommandant der Salmon, LtCdr E.O. Bickford, ließ aus großer Entfernung einen Torpedofächer auf den Verband feuern. Die Nürnberg wurde am Bug getroffen und musste bis Mai 1940 zur Reparatur in die Werft. Die Leipzig erlitt mittschiffs einen Volltreffer, wodurch die beiden vorderen Kesselräume zerstört wurden. Der Kreuzer blieb bis zum November 1940 in der Werft und wurde nach der Reparatur nur noch als Schulschiff eingesetzt.
Am 20. Juni 1940 griff die Salmon 15 sm südwestlich von Egersund bei Position 58° 18′ N, 5° 52′ O einen deutschen Geleitzug mit zwei Torpedos an. Die Torpedos verfehlten aber ihr Ziel.
Am 4. Juli lief die Salmon zu ihrer letzten Feindfahrt aus, um vor Karmøy in Südnorwegen zu patrouillieren. Ab dem 9. Juli gab es keinen Kontakt mehr mit dem U-Boot. Die Salmon wurde am 16. Juli offiziell als vermisst erklärt. Die wahrscheinlichste Erklärung ist, dass das britische U-Boot in ein Minenfeld gelaufen ist.